# Jonny Buckland
Jonathan Mark "Jonny" Buckland (sinh 11 tháng 9 năm 1977) là một nhạc sĩ kiêm nhạc công người Anh. Anh nổi tiếng là tay guitar chính và là đồng sáng lập của ban nhạc Coldplay.

## Thời thơ ấu
Buckland được sinh ra Islington, London. Anh sống ở đó được 4 năm thì gia đình chuyển đến Pantymwyn, Bắc xứ Wales . Jonny bắt đầu chơi guitar ở tuổi 11, sau khi anh bị cuốn hút bởi The Stone Roses, Ride, George Harrison, U2 và My Bloody Valentine, và cũng được sự ủng hộ của anh trai mình Tim. Anh là một sinh viên tại trường Ysgol y Waun and Alun, nằm ở thị trấn Welsh của quận Mold; sau này anh chuyển sang nghiên cứu thiên văn học và toán học tại trường đại học London, nơi anh đã gặp gỡ các thành viên trong ban nhạc tương lai: Chris Martin, Guy Berryman, Will Champion (cũng như quản lý ban nhạc Phil Harvey) và họ đã cùng nhau thành lập Coldplay.
Buckland được biết đến là người chơi đàn rất đơn giản và chủ yếu là anh dùng những cú trượt guitar. Chính phong cách trượt guitar này kết hợp với một số chuông âm thanh đã làm nhiều người liên tưởng anh đến The Edge, tay guitar cự phách của U2.